# 相沢梨紗
相沢 梨紗（あいざわ りさ、年齢非公開、8月2日 - ）は、日本の女性アイドル。
でんぱ組.incのメンバーで、同グループではリーダーを務める。元妄想キャリブレーションの桜野羽咲ともコラボユニット『LAVILITH』を結成している。大阪府豊中市出身。愛称はりさちー。でんぱ組.incでのキャッチフレーズは「2.5次元伝説!」、担当色は白。

## 略歴

### 生い立ち
大阪府豊中市出身。サラリーマン家庭で弟妹のいる3人きょうだいの長女として生まれ、親の転勤に伴い5歳で東京都へ転居。幼少期から中学時代までのことはあまり記憶に残っておらず、ヒステリックで自分をうまくコントロールできないタイプの子供であったと述懐している。これが原因となって消極的な性格となり、後に引きこもり状態に陥る要因の一つになったとしている。
中学進学後に出会った先輩がコスプレイヤーだった影響で自身もコスプレを始め、コスプレ会場や同人誌の即売会に足を運ぶようになる。高校進学後、足りない出席日数を補う目的で生徒会に所属し、役員のほとんどがオタクだった影響で秋葉原へ通うようになる。高校卒業後は文化服装学院へ進学。同時期に秋葉原で出会ったコスプレイヤー友達からメイドカフェの存在を教えてもらい、当時働いていた薬局のアルバイトを退職してメイドカフェの面接を受け、採用される。そこは当時できたばかりの店でオープニングスタッフとして働くことになり、料理の腕を買われキッチンメイドとなった。後にその店舗が閉店し、「またメイドカフェで働きたい」と思っていた折に秋葉原ディアステージのオープニングメンバー募集のホームページを見つけ、応募。5分程の面接ですぐに採用が決まったという。

### デビュー
入店当時はアヴァン店の勤務で、DEMPAビル移転後は営業店長のようなものを任されて大変だったと述懐している。その後、同じくディアステージ従業員である古川未鈴が、小和田あかり（2010年卒業）とでんぱ組.incの前身となるアイドルユニット「でんぱ組」を結成する一方、並行して相沢（当時「西村めめ」で活動）ともユニット「mirin×meme」を結成し、活動を行っていた。2009年6月、PCゲーム「トロピカルKISS」の主題歌を歌うメンバーとして選抜された古川、小和田、西村、そして当時入店したばかりの夢眠ねむの4名で「でんぱ組.inc」が結成された。結成に際しては、「元々『でんぱ組』として活動していた2名に相沢と夢眠が加わった」という形ではなく、「主題歌オーディションを受けたのが偶然この4名であった」ことがきっかけであるとしている。
2011年8月よりディアステージで料理イベント「りさごはん」を定期的に開催しており、2015年に主婦の友社から単著として料理本「RISAGOHAN RECIPE」を出版するまでに至っている。2013年、2014年、2016年に放映されたショートアニメ「闇芝居」では声優を務めた。
2017年4月、妄想キャリブレーションの桜野羽咲と共に新ユニット『LAVILITH』を結成した。
2021年9月30日、駅で転んで骨折（「左足外果　列離、不全骨折」「左足内果　剥離骨折」）したことを発表。日常生活に支障はないが、足の怪我が完治するまでの間、ステージ上でのパフォーマンスを一部変更することを明らかにした。

## 人物

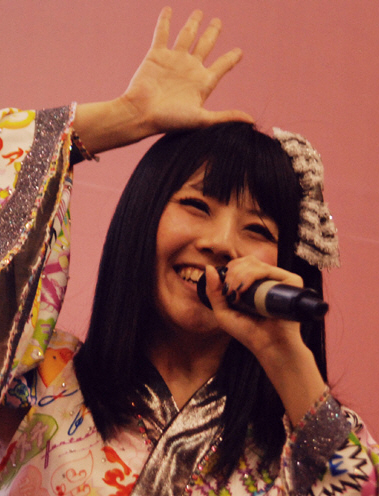
Indonesia Fashion Week 2013にて

でんぱ組.incメンバーにおける「ドジっ子担当」とされる。方向音痴であり、最初にディアステージへ面接に行く際も途中で道に迷ったという。麦茶、生クリーム、大根を苦手としている。猫グッズ集めが好きである一方で、自身は猫アレルギーである。食品衛生管理者の資格を持っている。
メンバーカラーである白以外に黒、赤、金も好きな色として挙げており、本当は黒が好きであるがサイリウムの色として対応できなかったために白を選んだ旨が述べられている。

### ラジオと中二病
小学生時代は自宅マンションの上の階に住んでいた女の子と最も仲が良く、その子からの影響でラジオ番組を日常的に聴くようになった。きっかけとなった番組は文化放送の「古本新之輔 ちゃぱらすかWOO!」で、そのあたりから無意識にアニメソングや声優ソングを中心に聴くようになったという。
中学進学後から漫画に興味を持ち始め、自宅近くの古本屋に通って絶版になった少女漫画をよく読むようになった。好きな作品として「美少女戦士セーラームーン」や「少女革命ウテナ」を挙げており、特に「少女革命ウテナ」は人生における自分の趣味を左右している作品であると述べている。この経緯から当時の将来の夢として「声優」を考えるようになった一方で、2次元の世界のピュアさと現実世界を比較するようになり、「なぜこんな不誠実で綺麗でもない世界で生きていかなければならないのか」「2次元になりたい」という思考に陥るようになったという。これが俗に「中二病」と称されることは後になって気付いたとしており、現実を直視せずに生きている感覚に強い「違和感」を感じていたと述べている。
高校卒業後に働き始めたメイドカフェが閉店し、ディアステージに入店するまで一時期に引きこもり状態になった際にもラジオは聴き続けており、ある日流れてきた坂本真綾の楽曲「指輪」を聴いて感動し泣いてしまったことをきっかけに声優への憧れが再燃する。当時在籍していた服飾の専門学校は、声優の専門学校への進学を親に猛反対されて仕方なく通っていたものであったため、まともに通えていなかった。そこから「声優になれなくとも、アニソンや声優に近い仕事に就きたい」という思いが募り、再び秋葉原を調べて行った結果、ディアステージへの勤務へ繋がることとなった。
これらのラジオ、中二病に関するエピソードは、6thシングル「W.W.D」の歌詞にも取り上げられた。

### アイドルとして
自身のキャッチフレーズである「2.5次元」に関しては、好きな声優のラジオ番組を聴いている際に「2次元であるアニメに声で生命を吹き込んで3次元の存在へ具現化する声優は『2.5次元』なのではないか」と感じたことや、学生時代に「コスプレイヤーも2次元から3次元へ具現化するから『2.5次元』ではないか」と感じたことを踏まえて、今までの人生で無意識にそういう道を選んできたことに気付き、キャッチフレーズとして採用した旨を述べている。相沢によれば、「『2.5次元』という言葉が世の中に出てくるずっと昔から自分は使っていた」としている。「2次元から受けたインスピレーションを具現化したものを、そういうことが好きな人たちにもっと（歌以外の形も含めて）届けていきたい」という考えを持っている。2015年夏には自身の持つ「2.5次元」の世界を表現した展覧会「相沢梨紗生誕記念展 -memento-」を東京都の千駄木空間にて開催。同展覧会には甘木歯四、池内啓人、東佳苗、川本史織といったクリエイターが参加した。
リーダーに関しては、シングル「ピコッピクッピカッて恋してよ」の発売が決定したあたりでメンバー同士の関係がうまくいっていない時期があり、その際メンバーをまとめていたのが相沢であったため、ミーティング上でプロデューサーのもふくちゃん（福嶋麻衣子）から指名されて決められたとしている。相沢によれば「普通のアイドルグループだったら絶対リーダーなんてできない」と述べており、でんぱ組.incは6名当時それぞれ「考えをハッキリ言うタイプ」であったため、「仕切る」より「なだめる」役に徹することが多いことから、仕切りができない自分が選ばれたのかもしれない旨を述べている。
メイド時代からでんぱ組.inc結成当初までは芸名として「西村めめ」を名乗っており、2010年8月15日に「相沢梨紗」へ改名している。相沢自身は最初の芸名を気に入っており、「違う名前にすることで現実の自分をリセットする意味」もあったとしていたが、周囲より「画数が悪い」「アキバっぽすぎる」「萌えっぽすぎる」などの指摘を受けて改名を打診され、最初はかなり抵抗し、改名するか否か相当迷ったとしている。

## 作品

### シングル
- 「Secret Snow」（DearStage RECORDS、2009年4月4日、EAN 4562269275019）[1]

DVDシングル。古川未鈴とのユニット「mirin×meme」名義。
- 「空想タイムトラベループ」（DearStage RECORDS、2012年12月2日、MJDS-1010）[43]

写真集冊子付きシングル。作詞：海猫沢めろん、作曲：勅使河原くぅ。
- 「新月のダ・カーポ」（ランティス、2021年11月10日、LACM-24178（アーティスト盤）、LACM-24179（アニメ盤））

### 参加作品
- 「シュガリルラ feat. 相沢梨紗」

ハナエ『SHOW GIRL』（2016年3月23日発売）に収録

## 出演

### ネット配信
- LOVEきゅんフィッシング（2013年 - 2015年、テレ朝動画）

### テレビ
- J-MELO（2011年9月5日、NHK総合テレビジョン）[45]

### ラジオ
- GIRLS♥GIRLS♥GIRLS =RED ZONE=「相沢梨紗（でんぱ組.inc）のラジオ活動」[46]（2016年4月4日 - 、FM-FUJI）

### テレビアニメ
- 闇芝居（2013年8月 - 9月、2014年7月 - 9月、2016年1月 - 4月、2024年7月 - 、テレビ東京他）[24][25][26][47]
- アイカツ! 挿入歌「Wake up my music」歌唱担当 - 光石織姫（ヒメ）役
- アイカツスターズ! 主題歌・挿入歌 歌唱担当 - エルザ フォルテ 役
- 斉木楠雄のΨ難（2018年1月17日、6月27日、12月28日）- 三上愛子 役
- 白い砂のアクアトープ第二クールエンディングテーマ「新月のダ・カーポ」

### 劇場アニメ
- フラ・フラダンス（2021年12月3日、アニプレックス）[48] - 塩屋崎あやめ 役

### 吹替え
- Mr.タスク（日本語版Blu-ray / DVD、2016年1月6日） - コンビニ店員 役（演・リリー＝ローズ・デップ）[49]

### 舞台
- 朗読劇『ROOM』2025（2025年6月27日、シアターサンモール）[50]

## 書籍

### 写真集
- でんぱ組.incアートブックコレクション（4）「キラキラって輝く星はどこにあるの」（2017年4月24日、小学館、撮影：四方あゆみ、ISBN 9784096822470）[51][52]

### 電子写真集
- 『月刊 でんぱ組.inc×米原康正（相沢梨紗 EDITION）』（2013年5月27日、月刊デジタルファクトリー、月刊シリーズ）

### 料理本
- 『RISAGOHAN RECIPE』（2015年2月27日、主婦の友社、ISBN 9784074100705）[23]

### 連載
- 『KERA』 - 「2.5次元ノスゝメ」（2015年10月16日〈12月号〉 - 、モール・オブ・ティーヴィー）

### インタビュー
- 読むアイドルマガジン IDOL AND READ 004「相沢梨紗 2.5次元伝説」（2015年7月15日、シンコーミュージック・エンタテイメント、ISBN 9784401771363）[53]
- リーダーの心得 〜アイドルたちのリーダー論〜（2016年3月30日、CD&DLでーた編集部、KADOKAWA、ISBN 9784047308336）[54]